# Цапник, Юрий Викторинович
Юрий Викторинович Цапник (21 ноября 1945, Даурия, Читинская область — 27 января 2014, Челябинск) — советский и российский театральный актёр, народный артист Российской Федерации (1997).

## Биография
Родился 21 ноября 1945 года на станции Даурия Читинской области (сейчас Забайкальский край). Учась в вечерней школе, работал на заводе, где начал играть в заводском народном театре. В 1966 году закончил Иркутское театральное училище. После училища с 1966 по 1969 год играл в Иркутском драматическом театре имени Н. П. Охлопкова. После этого работал в 1969—1970 годах в Челябинском ТЮЗе. В 1970 году перешёл в Челябинский театр драмы имени Наума Орлова, где сыграл более сотни ролей и стал ведущим актёром театра.
Умер в Челябинске вечером 26 января 2014 года после тяжёлой болезни. Похоронен на Успенском кладбище в Челябинске.

## Семья
- Мать — Анна Михайловна Цапник, медсестра.
- Сын — актёр Ян Юрьевич Цапник (род 15 августа 1968).

## Награды и премии
- заслуженный артист РСФСР (1985);
- народный артист Российской Федерации (1997):
- лауреат Фестиваля «Современная польская драматургия» за роль Поля Рибанделя в спектакле Б. Ясенского «Бал манекенов» — 1-я актёрская премия (1986);
- благодарность Министерства культуры РСФСР за организацию и проведение творческого отчёта театра в Москве (1986);
- лауреат Венецианского кинофестиваля, приз критики и журналистов за фильм «Взломщик» (1987):
- приз в Мангейме (Германия) за фильм «Бумажные глаза Пришвина» (1990);
- Почётная грамота губернатора Челябинской области (2002);
- Премия Законодательного собрания Челябинской области (2005);
- Почётная Грамота губернатора Челябинской области (2006);
- Знак отличия «За заслуги перед Челябинской областью» (2006);
- Почётный гражданин города Челябинска (27.08.2013).

## Работы в театре
- «Характеры» В. Шукшина — Зоя Ерина и Соня Пьяных
- «Зойкина квартира» (Булгаков М. А.) — Абольянинов
- «Село Степанчиково» (Достоевский Ф. М.) — Александр
- «Звёзды на утреннем небе» (Галин А.) — Александр
- «Варлам, сын Захария» (Гаручава И.) — Алекси Мдивани
- «Муж и жена снимут комнату» (Рощин М. М.) — Алёша
- «Два клёна» (Шварц Е. Л.) — Баба Яга
- «Мария Стюарт» (Шиллер Ф.) — барон Берли
- «Баня» (Маяковский В. В.) — Бельведонский
- «Старший сын» (Вампилов А. В.) — Бусыгин
- «Печка на колесе» (Семёнова Н.) — Василий
- «Долги наши» (Володарский Э.) — Василь
- «Таблетку под язык» (Макаенок А.) — Василь
- «Семейный ужин в половине второго» (Павлов В.) — Викторов
- «Ракурсы» (Кургатников А.) — Володя
- «Вишнёвый сад» (Чехов А. П.) — Гаев
- «Русский вопрос» (Симонов К. М.) — Гарри Смит
- «Чума на оба ваши дома» (Горин Г. И.) — герцог
- «Я должен идти» (Гельман А. И.) — глава американской делегации
- «На всякого мудреца довольно простоты» (Островский А. Н.) — Глумов
- «На всякого мудреца довольно простоты» (Островский А. Н.) — Городулин
- «Дуэль и смерть Пушкина» (Зарубин И.) — Данзас
- «Каждый год на том же месте» (Слэйд Б.) — Джордж
- «Превышение власти» (Черных В.) — Егоров
- «Самоубийца» (Эрдман Н. Р.) — Егорушка
- «Егор Булычов и другие» (Горький М.) — Звонцов
- «Жестокие игры» (Арбузов А. Н.) — Кай
- «Малыш и Карлсон, который живёт на крыше» (Линдгрен А.) — Карлсон
- «Неравный брак» (Рацер Б., Константинов В.) — Кирилл
- «Берег» (Бондарев Ю. В.) — Княжко
- «Любовь Яровая» (Энке В. (по К.Тренёву)) — Колосов
- «Горя бояться — счастья не видать» (Маршак С. Я.) — Король
- «Единственный наследник» (Реньяр Ж.-Ф.) — Криспен
- «Барабанщица» (Салынский А. Д.) — Круглик
- «Ретро» (Галин А.) — Леонид
- «Идеальный муж» (Уайльд О.) — лорд Горинг
- «Звуки музыки» (Хаммерстайн О.) — Макс
- «Тень» (Шварц Е. Л.) — министр финансов
- «Беседы при ясной луне» (Шукшин В. М.) — Михаил
- «Похожа на льва» (Ибрагимбеков М.) — Мурад
- «Хищники» (Писемский А. Ф.) — Мямлин
- «Западная трибуна» (Скворцов К.) — Надсон
- «Автобус» (Стратиев С.) — Неразумный
- «Отечество мы не меняем» (Скворцов К.) — Николай I-й
- «Какой грандиозный бардак» (Ионеско Э.) — Он
- «Русские люди» (Симонов К. М.) — Панин
- «Родненькие мои» (Смирнов) — первый друг
- «Бал манекенов» (Ясенский Б.) — Поль Рабандель
- «Пять вечеров» (Володин А.) — Слава
- «Школа злословия» (Шеридан Р.) — сэр Питер Тизл
- «Семейный портрет с посторонним» (Лобозёров С.) — Тимофей
- «Забыть Герострата!» (Горин Г. И.) — Тиссаферн
- «Чайка» (Чехов А. П.) — Тригорин
- «Случай в метро» (Баэр И.) — Ферроне
- «Тиль» (Горин Г.) — Филипп II
- «Ищите женщину (Мужской род, единственное число)» (Брикер Ж.-Ж., Ласег М.) — Фрэнк
- «Провинциальные анекдоты» (Вампилов А. В.) — Хомутов
- «С любимыми не расставайтесь» (Володин А. М.) — Хомяк
- «Протокол одного заседания» (Гельман А. И.) — Черников
- «Энергичные люди» (Шукшин В. М.) — Чернявый
- «Иосиф Швейк против Франца-Иосифа» (Гашек Я.) — Швейк
- «Мы, нижеподписавшиеся» (Гельман А. И.) — Шиндин
- «Без вины виноватые» (Островский А. Н.) — Шмага
- «Король Лир» (Шекспир У.) — Шут

## Фильмография
- 1987 — Взломщик — Юрий Викторович, отец Кости и Семёна
- 1988 — Предлагаю руку и сердце — сосед Розы Александровны
- 1989 — Бумажные глаза Пришвина — Лёва Шутов в молодости, работник телевидения
- 2007 — Улицы разбитых фонарей. Менты-8 (11-я и 12-я серии «Татьянин день») — Афанасий Петрович, дядя Татьяны
- 2008 — Серебро — Милентий Егорович Редькин, приказный дьяк